# Henricia imitatrix
Henricia imitatrix är en sjöstjärneart som beskrevs av Alexander Michailovitsch Djakonov 1961. Henricia imitatrix ingår i släktet Henricia och familjen krullsjöstjärnor. Inga underarter finns listade i Catalogue of Life.